# Dobruška
Dobruška (deutsch Gutenfeld) ist eine Stadt im Okres Rychnov nad Kněžnou in Tschechien. Sie liegt im Vorland des Adlergebirges, am Bach Zlatý potok.

## Geschichte

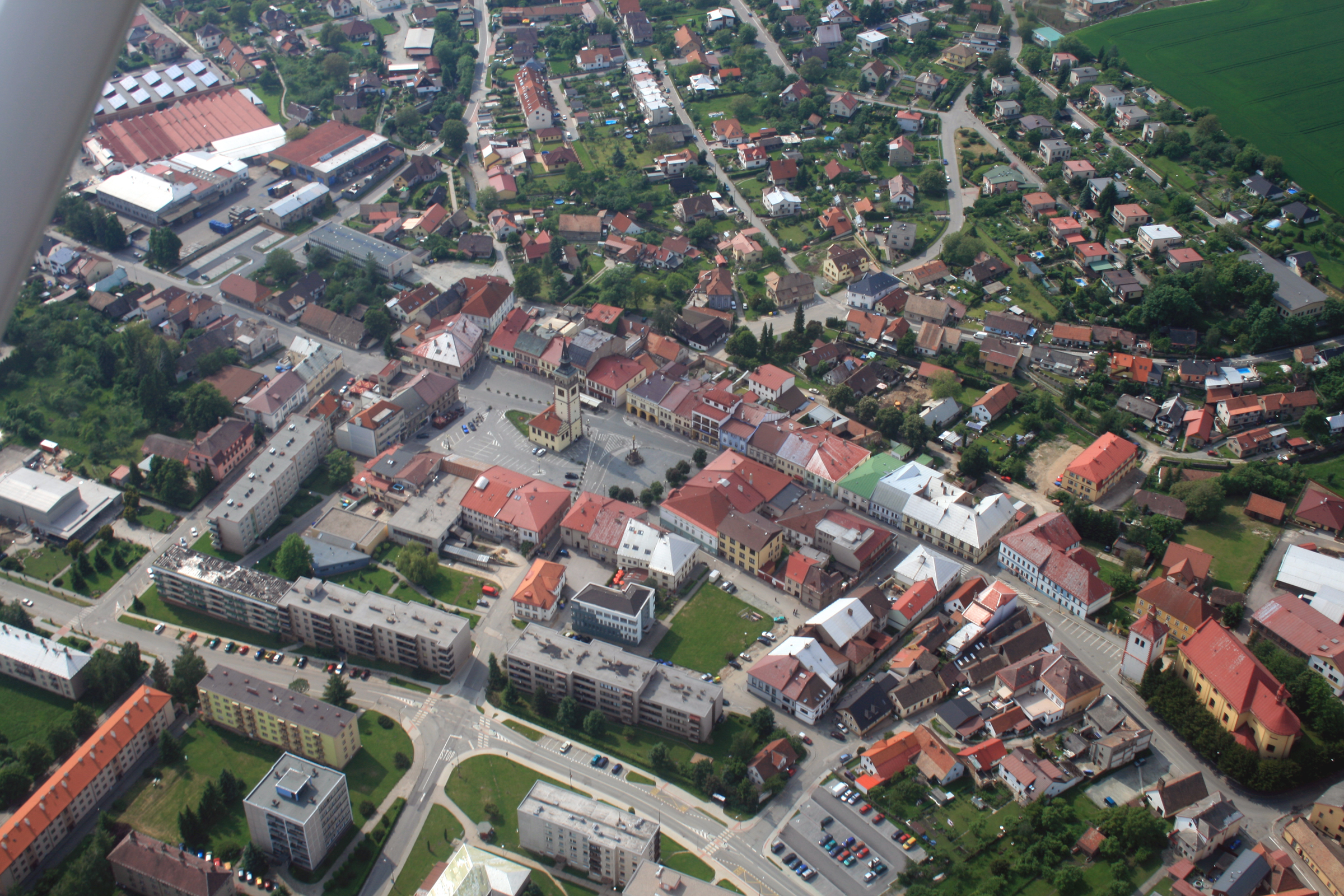
Luftaufnahme

Dobruška entwickelte sich aus einer Siedlung mit dem Namen „Leštno“, an der sich bedeutende Handelswege kreuzten. In der Folgezeit wurde der Ort nach den Besitzern der Herrschaft, den Herren von Dobruška, benannt.
Wegen mehrerer Stadtbrände sind nur wenige Quellen zur frühen Stadtgeschichte erhalten geblieben. Die erste Nennung stammt aus dem Jahre 1312, als ein Johannes de Dobrusca erwähnt wird. 1320 befreite Mutina von Dobruška die Untergebenen vom Frondienst und bestätigte ihnen gleichzeitig das Braurecht. Während der Herrschaft seines Sohnes Sezema von Dobruška wurde 1364 das Königgrätzer bzw. Magdeburger Stadtrecht eingeführt. Letzter Besitzer aus dem Geschlecht der Dobruška war Johann Městecký von Opočno, der 1432 starb. Er vererbte Dobruška dem Georg/Jiřík von Dubá auf Vízmburk, der es mit seiner Herrschaft Frymburk verband. 1455 wurde Dobruška als Oppidum der Herrschaft Opočno bezeichnet, deren Besitzer ab 1495 die Trčka von Leipa waren. Unter ihrer Herrschaft erlebte Dobruška eine wirtschaftliche Blüte, durch die es zum Marktort für die ganze Umgebung wurde. Aus dieser Zeit sind zahlreiche Zunftprivilegien überliefert. Nach dem Brand von 1565 wurde die Stadt im Stil der Renaissance wieder aufgebaut.
Nach den Hussitenkriegen bekannte sich fast die ganze Bevölkerung zum Utraquismus. Anfang des 17. Jahrhunderts war Dobruška ein Zentrum des ostböhmischen Protestantismus. Im Dreißigjährigen Krieg setzten gegenreformatorische Maßnahmen ein, die 1628 einen Aufstand der Untergebenen zur Folge hatten. Weil sich trotz der Verfolgung die Anhänger der Böhmischen Brüder versteckt halten konnten, wurden noch im Jahre 1751 öffentlich protestantische Bücher verbrannt. Im Zuge der Rekatholisierung wurde Anfang des 18. Jahrhunderts auch die Dekanatskirche des böhmischen Landesheiligen Wenzel barock umgebaut.
Im 19. Jahrhundert war Dobruška ein ostböhmisches Zentrum der Nationalen Wiedergeburt (Obrozeni), bei der der Kaufmann František Vladislav Hek und der Kaplan Josef Liboslav Ziegler eine wichtige Rolle spielten. Der Schriftsteller Alois Jirásek setzte Hek mit seinem fünfbändigen Roman F. L. Věk ein literarisches Denkmal.
1908 erhielt Dobruška über die Lokalbahn Opočno–Dobruschka Anschluss an das Eisenbahnnetz.

## Städtepartnerschaften
- Ábrahámhégy
- Verwaltungsbezirk Vale Royal
- Miejska Górka
- Radków

## Gemeindegliederung
Zur Gemeinde Dobruška gehören die Orte:
- Běstviny (Biestwin)
- Domašin (Domaschin)
- Chábory (Habern)
- Spáleniště (Brandhufen)
- Pulice (Pulitz)
- Mělčany (Mieltschan)
- Křovice (Krowitz)

## Sehenswürdigkeiten
- Das Renaissance-Rathaus mit Turm steht in der Mitte des rechteckigen Marktplatzes. Es wurde in der zweiten Hälfte des 16. Jahrhunderts errichtet.
- Städtisches Museum im Rathaus.
- Die ursprünglich gotische Pfarrkirche St. Wenzel (Kostel svatého Václava) wurde 1709–1725 durch M. Rossi barockisiert.
- Die barocke Mariensäule wurde 1733–1736 errichtet.
- Wohnhaus von František Vladislav Hek
- Friedhofskapelle im Renaissancestil
- Jüdischer Friedhof aus dem 17. Jahrhundert (eine jüdische Gemeinde ist seit 1545 bekannt)
- Synagoge, erbaut im 19. Jahrhundert

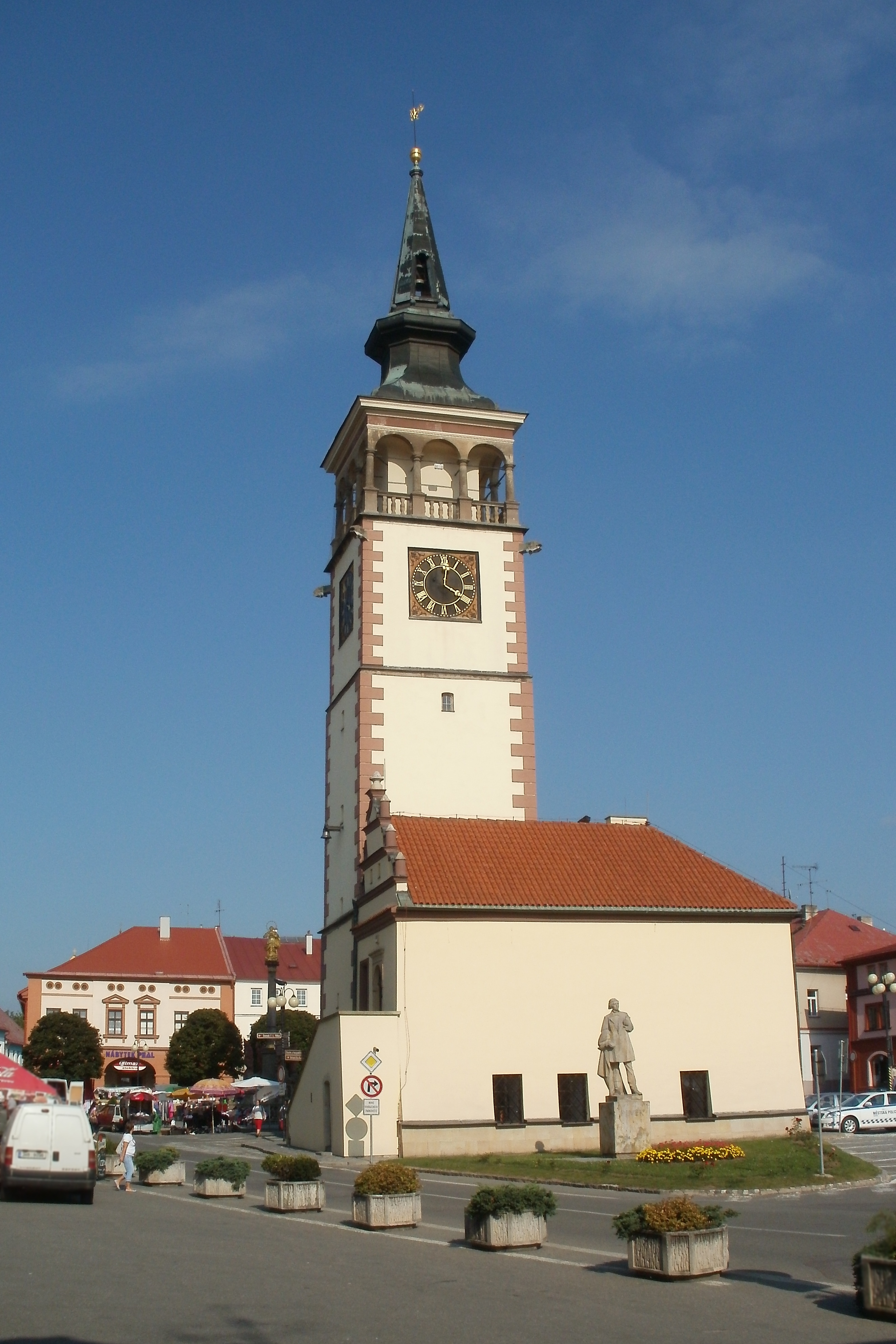
Das Rathaus
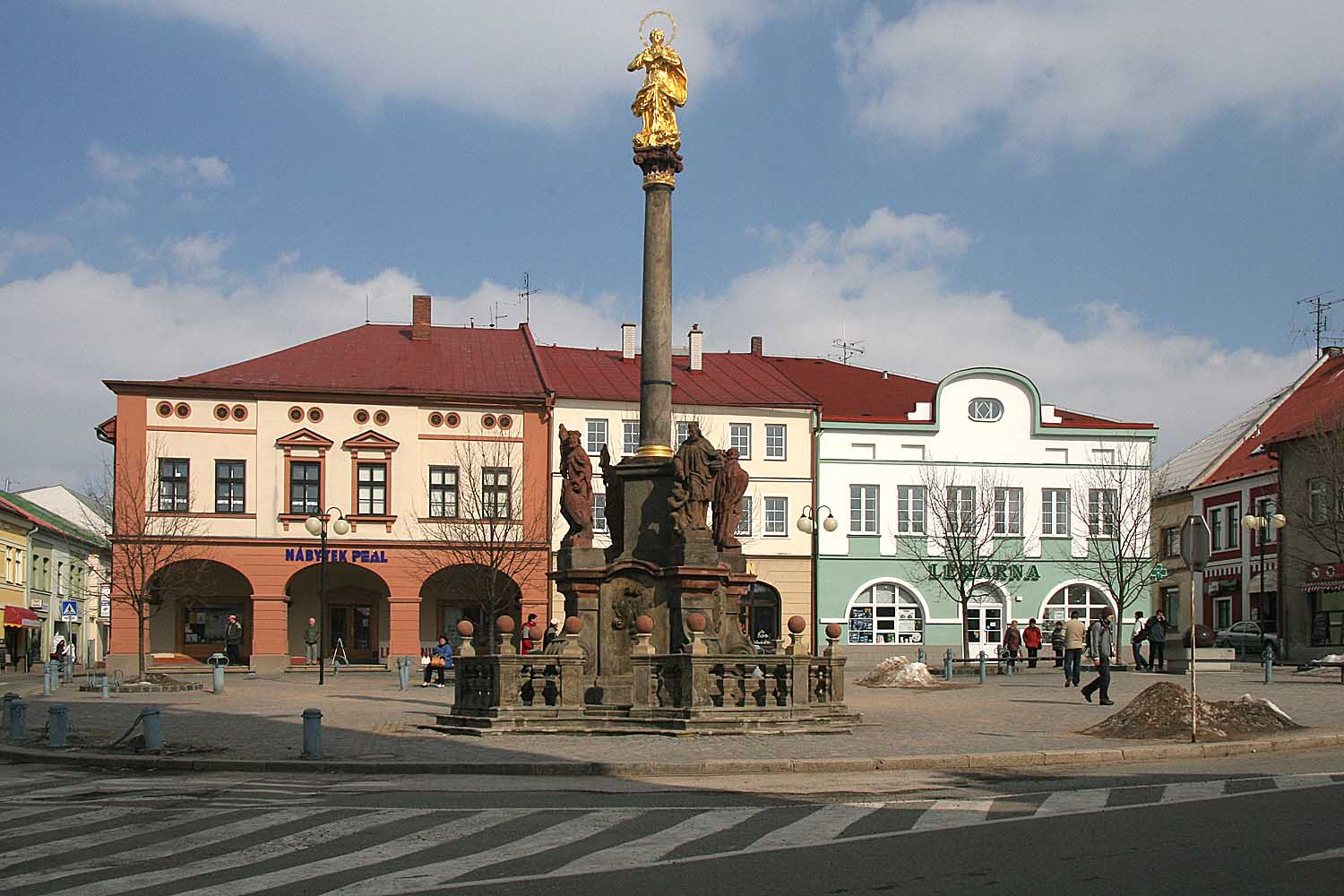
Mariensäule
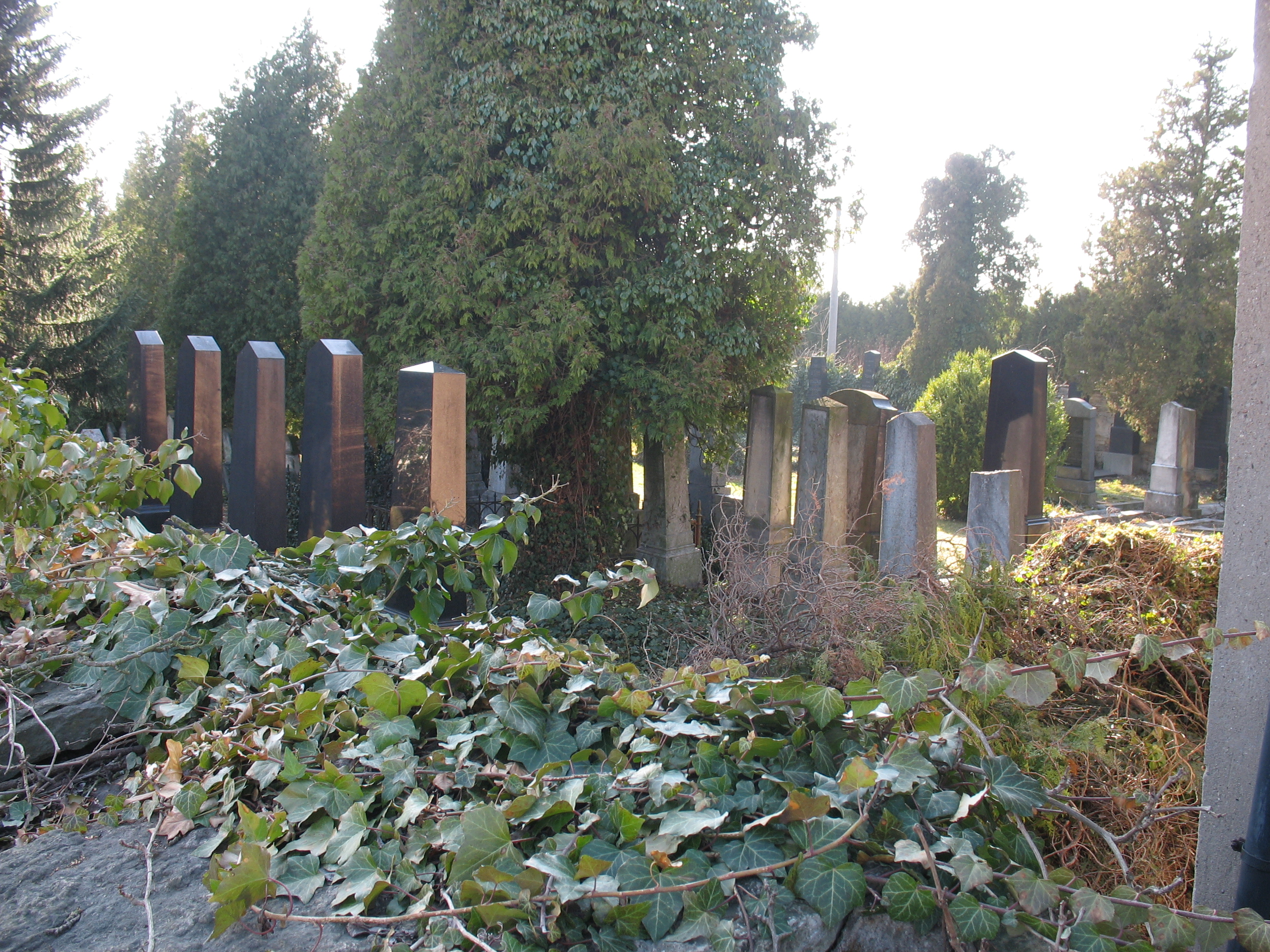
Jüdischer Friedhof

### Umgebung
- Holzgebäude einer Mühle von 1816 im zwei Kilometer nordöstlich gelegenen Dorf Provoz.
- Das Schloss Skalka (fünf Kilometer südöstlich) wurde 1738/39 im Stil des Barock umgebaut.

## Persönlichkeiten
- Augustin Šenkýř (1736–1796), Komponist, Organist, Gambist und Geiger
- František Vladislav Hek (1769–1847), Verfechter der tschechischen Nationalen Wiedergeburt
- Josef Mnohoslav Roštlapil (1809–1888), Pfarrer und Chronist von Dobruška
- František Adolf Šubert (1849–1915), Dramaturg und Intendant des Nationaltheaters Prag
- František Kupka (1871–1957), Kunstmaler; verlebte seine Kindheit in Dobruška
- Radim Drejsl (1923–1953), Komponist, Pianist und Dirigent
- Pavel Čiháček (* 1987), Skibobfahrer
- Stanislava Preclíková (* 1993), Skibobfahrerin